# Прут (крейсер)

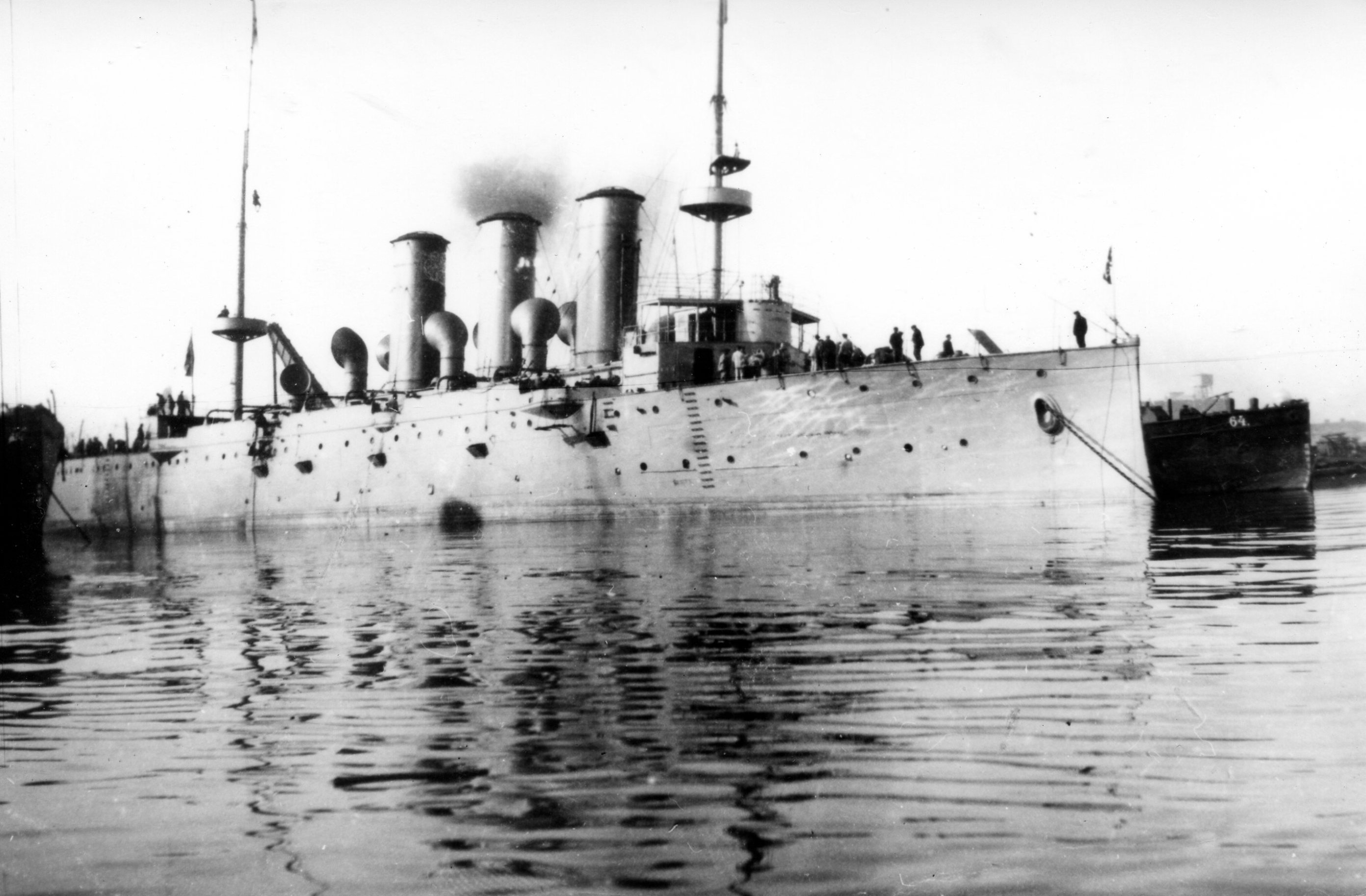
Бронепалубний крейсер «Прут». 1915—1918 роки

Бронепалубний крейсер «Прут» («Меджидіє» — тур. Mecidiye) — за часів УНР входив до складу Українських військово-морських сил. Був також крейсером турецького та російського флотів.

## Історія крейсера
У листопаді 1901 року — закладений на американській судноверфі «Вільям Крамп та сини» (Філадельфія) на замовлення уряду Османської імперії. Новий бронепалубний крейсер «Абдул Меджид» (тур. Abdülmecid) будувався дуже швидко і вже 25 липня 1903 року був спущений на воду. В 1904 року — пройшов усі випробування та став до ладу.
1905 року крейсер було перейменовано у «Меджидіє» (тур. Mecidiye), прибув до Туреччини та увійшов до складу її військово-морського флоту. Разом з крейсером «Хамідіє» («Абдул Хамід»), який в той же час було побудовано у Великій Британії, склав основу турецького військового флоту. У 1912 році брав участь у бойових діях на Балканах та проти Греції.
Після початку Першої Світової війни — на Чорному морі. У відповідь на обстріл російським флотом Босфору, німецько-турецьке командування спланувало у відповідь обстріл Одеси. 1 квітня 1915 року ескадра, що складалась з двох турецьких крейсерів: «Хамідіє» й «Меджидіє» та чотирьох есмінців: «Муавенет», «Ядігар», «Ташос» та «Самсун» вишли у море курсом на Одесу. Проте, 3 квітня, на підході до Одеси, Головний крейсер ескадри «Меджидіє» підірвався на російській міні. Після невдалих спроб врятувати корабель, команда залишила судно, а есмінець «Ядигар» випустив по ньому торпеду. Корабель потонув, але сів на мілину на глибині 9,75 м.
4 квітня турецькі кораблі повернулись на базу. Відразу після відходу турецьких кораблів на крейсер висадились представники морського командування на чолі з начальником оборони північно-західної частини Чорного моря капітаном 1 рангу М. Федоровичем. Було прийнято рішення підняти та полагодити корабель. 7 квітня почались підводні роботи групи водолазів під керівництвом Ф. Шпаковича.
9 червня 1915 року судно було піднято та відбуксовано до Одеси у док. 26 червня крейсер перейменовують у «Прут» та заносять до реєстру кораблів Чорноморського флоту. На американському заводі «Крамп», були куплені креслення «Меджидіє», завдяки чому корабель був швидко полагоджений. Одночасно з ремонтними роботами відбулося повне переозброєння судна. Стару артилерію було знято та встановлено на лінії оборони Одеси. Для більш швидкого введення крейсеру у дію на корабель було передано гармати з дредноута «Воля», що будувався в той час у Миколаєві.
25 лютого 1916 року полагоджений у одеських доках крейсер «Прут» було введено до ладу. Відразу був направлений у район бойових дій. Брав участь у Трапезундській наступальній операції. На початку 1917 року знаходився у Севастополі.
Після Лютневої революції на Чорноморському флоті значно активізувався український національно-визвольний рух. Майже на всіх кораблях та установах флоту було створено українські комітети або ради. Найвпливовіші організації були засновані на лінкорах «Св. Іван Злотоустий», «Св. Євстафій», «Ростислав», крейсерах «Прут», «Кагул», «Пам'ять Меркурія», мінній бригаді, ескадреному міноносці «Завидний» та у Севастопольському флотському півекіпажі під командуванням полковника Володимира Савченко-Більського.
12 жовтня 1917 року на відзначення українізації трьох кораблів Балтійського флоту: крейсера «Светлана» та ескадрених міноносців «Україна» та «Гайдамак» на крейсері «Прут», як і на всіх кораблях і установах Чорноморському Флоті, на один день, було піднято національні українські прапори та стеньгові сигнали «Хай живе вільна Україна».
Після жовтневого перевороту в Петрограді, у Севастополі посилились провокації та ворожі дії більшовиків щодо українізованих екіпажів флоту. Проте моряки активно виступали на підтримку УНР та й надалі ходили під українським прапором.
14 січня 1918 року Центральна Рада прийняла «Тимчасовий Закон про український державний флот». У законі значилось: «Російський Чорноморський флот… проголошується флотом Української Народної Республіки…» та «Українська Народна Республіка переймає на себе всі зобов'язання російського уряду щодо Чорноморського флоту й щодо утримання флоту й портів». Але на початку 1918 року більшовики ненадовго окупували Крим.
Наприкінці квітня, коли до півострова наблизилися загони Запорізької дивізії армії УНР під командою полковника Петра Болбочана та війська німецько-австрійських союзників. 29 квітня 1918 року відповідно до наказу командувача ЧФ Михайла Сабліна всі кораблі та установи флоту підняли український прапор. Але вже вночі, через провокацію більшовиків, частина кораблів вийшла до Новоросійська. Крейсер «Прут», як і більшість кораблів флоту залишились у Севастополі під українськими прапорами.
1 травня 1918 контр-адмірал Михайло Остроградський був призначений Командуючим Чорноморським флотом Української Держави, а «Прут», разом з іншими кораблями ЧФ, увійшов до складу ВМС УД.
Проте, німці розцінили вихід кораблів до Новоросійська, як порушення Берестейського мирного договору та оголосили екіпажі кораблів тимчасово полоненими.
4 травня 1918 року корабель було захоплено німецькою залогою. 12 травня крейсер «Прут», на тій підставі, що до 1915 це був турецький крейсер «Меджидіє», було повернуто до Османської імперії. У Стамбулі кораблю було повернуто стару назву та знову включено до військово-морського флоту. В 1927 році корабель було модернізовано. Виключений зі складу бойових кораблів у 1947 році. З 1952 по 1956 року демонтований та розібраний на метал.